# Konírny (Žďár nad Sázavou)
Konírny jsou reprezentativní užitková budova v areálu kláštera ve Žďáru nad Sázavou. Postavena byla na začátku 18. století podle návrhu Jana Blažeje Santiniho-Aichela pro činnost šlechtické akademie, v současné době se v ní nachází muzejní expozice věnovaná Santiniho dílu.

## Historie
V roce 1705 se stal opatem cisterciáckého kláštera ve Žďáru nad Sázavou Václav Vejmluva, za jehož působení (1705–1738) dospěl klášter k vrcholu svého rozkvětu. Již na začátku svého působení, respektive roku 1706, díky sedleckému opatovi Jindřichovi Snopkovi, poznal architekta Jana Blažeje Santiniho-Aichela. Tímto setkáním začala jejich spolupráce, která trvala 17 let, až do Santiniho smrti. Během této doby vznikla řada vynikajících staveb. Ve Žďáru započal úpravou konventního kostela, ale nakonec zasáhl do podoby celého areálu i přilehlého okolí.

## Konírna bývalé šlechtické akademie v klášteře (do 1722)
Autorství se J. B. Santinimu připisuje na základě činnosti pro tento klášter a slohové analýzy stavby.
Objekt koníren byl zakreslen, patrně již k roku 1722, na kresbě kláštera ze sbírky Dismase z Hoferů a označen písmenem „M“. Opat Vejmluva nechal vybudovat objekt severně od klášterního kostela, k čemuž se zavázal při koupi panství Křižanova. Konírna tvořila součást šlechtické akademie, zamýšlené jako centrum výchovy mladých šlechticů z Čech a Moravy. V klášteře působila jen v letech 1724–1740, poněvadž její činnost přerušily války o rakouské dědictví. Po roce 1738, v době, kdy probíhala Hennetova výstavba východního křídla mezi prelaturou a akademií, došlo ke zkrácení budovy konírny na západní straně o jednu osu. V 19. a 20. století se jí sice částečně užívalo jako skladiště, ale především značně chátrala. K rekonstrukci se přistoupilo kolem roku 1970. Dnes se v areálu bývalých koníren nachází expozice věnovaná osobě a dílu J. B. Santiniho-Aichela.
Přízemní stavba, tvořená vstupní síní a dvěma velkými sály, je umístěna, vzhledem ke konventnímu chrámu, v paralelním směru a její jižní, hlavní průčelí se otevírá směrem do prostranství na sever od kostela. Jedná se o příklad pozdního „minimalistického“ stylu architekta, který se vyznačuje linearistickou stylizací.

### Průčelí

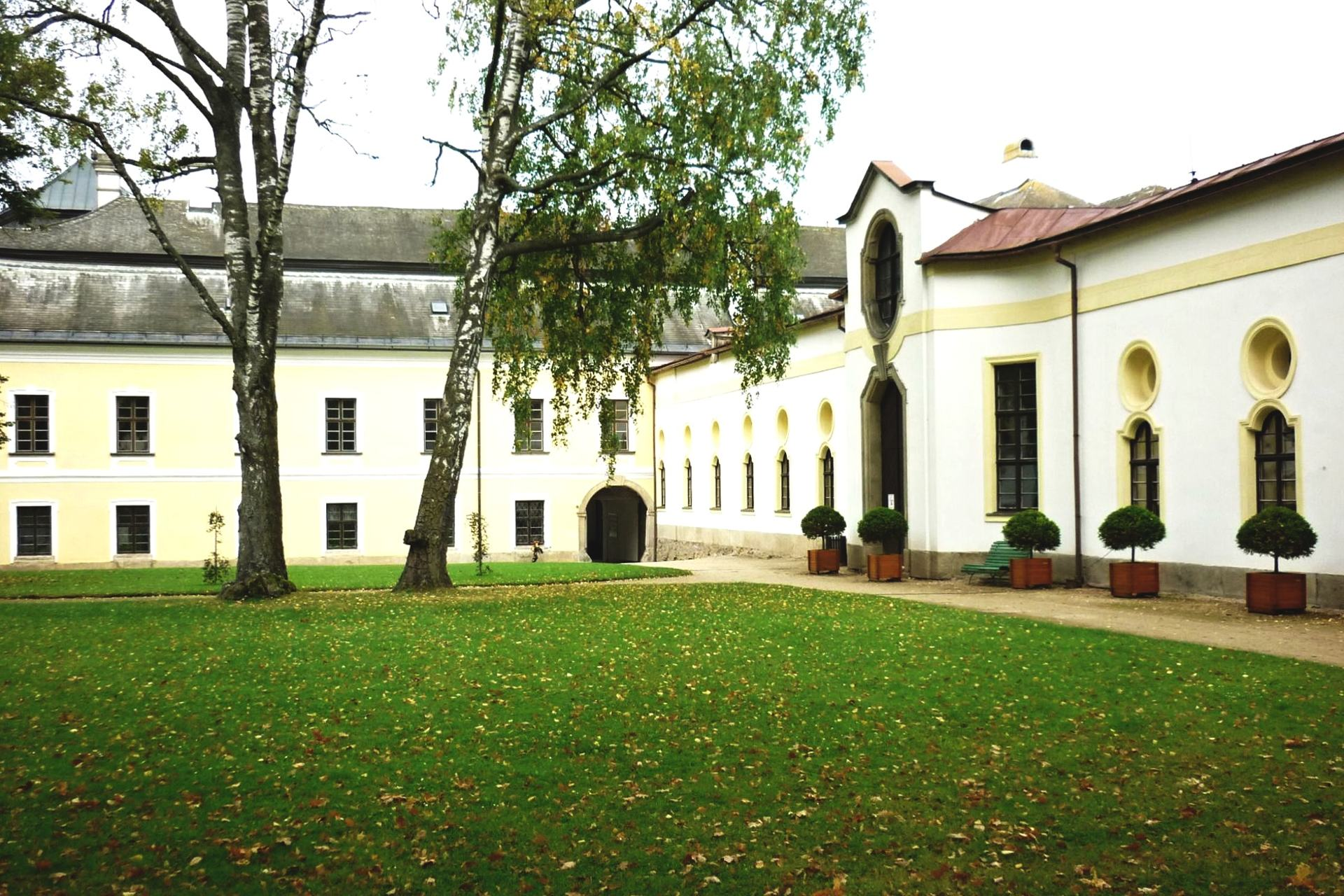
Průčelí (vpravo) a nádvoří mezi konírnami a severní stěnou kostela

Průčelí tvoří trojboký rizalit, jehož boční strany jsou mírně konkávně prohnuté a střední převýšená část mírně vystupuje z plochy zdiva. Do této střední části Santini umístil hlavní portál a nad něj velké světlíkové okno orientované na výšku. Okno ukončuje do oblouku tvarovaný parapet i záklenek. Také jeho boční stěny přechází do oblouků mírně zaobleným vykrojením.
Plochu průčelí nečlení žádné vertikální architektonické články, nýbrž jednoduché, pásové horizontály. Jedná se o sokl a zajímavé, silně redukované a atypicky profilované kladí. Střecha konírny již není původní, což se projevuje v jejím vztahu k hmotě římsy. Chybí tu plynulost a logická návaznost. V rozsahu celé střední části z rizalitu vystupuje ještě lehce vytáhlá, v omítce provedená střední plocha, kterou pole prorůstá do tabulového štítu s trojbokým frontonem bez základny. V oblasti štítu došlo k přerušení římsy, neboť architráv zde sleduje obloukový pokles parapetu osového okna. Hlavní kamenný portál, s trojbokým překladem, ve střední ose rizalitu utváří prutová a lištová profilace. Boční strany překladu jsou mírně prohnuté, střední část člení vysoký výrazný trojdílný kónický klenák. Celé ploše štítu dominuje již zmíněné světlíkové okno atypického tvaru. Boční, konkávní plochy rizalitu, člení výrazně převýšená obdélná okna.
Kolem ústředního průčelí se symetricky rozprostírají postranní křídla konírny. Jejich rozvržení má sedmiosý charakter. Každou část, levou i pravou, člení jednotně řešené dvojice okenních otvorů srostlých v jeden celek. Jedná se o spodní výškově orientované obdélné okno ukončené půlkruhovým překladem, na nějž navazuje horní okno kruhového tvaru. Plocha bočních dílů průčelí na obou stranách lehce, v rozsahu tří středních os těchto dílů, ustupuje. Římsu ve střední části protíná motiv trojdílného, pětibokého, kónického klenáčku, jenž přesahuje její horní hranu. Ve tvaru hlavního portálu i atektonickém proražení římsy bočních částí fasády kónickými klenáky lze cítit určité motivy manýrismu.

### Interiér
Vnitřní prostory pojal opat, v souladu s požadavky šlechtické kultury, velmi reprezentativně. Tato představa se odráží také v působivé výtvarné koncepci interiéru. Ve vestibulu na oktogonálním půdorysu a dvou protilehlých sálech se uplatňuje analogická klenební struktura utvářená vysloveně pro barvu. Klenební tlaky ve vestibulu zachycuje složená klenba neckového typu, pročleněná trojbokými a pětibokými výsečemi, ve vrcholu dekorovaná rozměrným, hvězdicovitým útvarem. Samotné sály původních koníren se nacházely v bočních křídlech. Na klenbách se uplatnil silně stlačený profil s vloženými neckovými čely nad kratšími stěnami. Ve vrcholu lze stále pozorovat křivkově vedené štukové profily, jež vytvářely poměrně dynamický vzorec.
Utváření kleneb představuje barokní variaci na pozdně gotické kroužené a hvězdicové klenby. Hlavní hodnota a půvab stavby spočívá právě v utváření klenby a barevném kontrastu ploch polychromovaných benátskou červení se světlou barvou gotizujícího žebroví.